# Кузнецов, Дмитрий Андреевич (Герой Социалистического Труда)
Кузнецов Дмитрий Андреевич (26 октября [7 ноября] 1898, Омск — 17 декабря 1984, Харьков) — советский гидростроитель, руководитель Украинского отделения института Гидропроект, Герой Социалистического Труда.

## Биография
Родился 26 октября (7 ноября) 1898 года 26 октября (7 ноября по новому стилю) 1898 года в Омске.
В 1923 году поступил на инженерно-строительный факультет Петроградского политехнического института, который окончил в 1929 году. Работал на строительстве Вахшских ирригационных сооружений в Таджикистане прорабом, начальником техотдела, главным инженером. Был заместителем Наркома водного хозяйства Таджикской ССР, управляющим Союзводом Наркомата технических культур СССР.
В 1947 году был назначен директором Украинского отделения института Гидропроект. В этой должности проработал до выхода на пенсию в 1965 году. За эти годы под его руководством были выполнены проекты крупнейших гидроэлектростанций Украинской ССР: Каховской, Днепродзержинской, Кременчугской, Каневской и Киевской на Днепре, Дубоссарской на Днестре, Теребля-Рикской в Закарпатье, и нескольких ГЭС на Северном Кавказе.
Указом Президиума Верховного Совета СССР от 4 ноября 1961 года "За выдающиеся успехи, достигнутые в сооружении Кременчугской ГЭС , большой вклад, внесенный в разработку и внедрение прогрессивных методов труда в строительство гидросооружений и монтаж оборудования. Кузнецову Дмитрию Андреевичу присвоено звание Героя Социалистического Труда с вручением ордена Ленина и медали золотой медали «Серп и Молот»

## Награды
- Медаль «Серп и Молот»;
- Дважды орден Ленина (06.06.1957 и 04.11.1961);
- Медаль «За трудовую доблесть» (03.01.1944);
- Медаль «За трудовое отличие» (28.04.1940);
- Заслуженный строитель УССР;
- Отличник Минэнерго СССР.